# Egidio Bossi

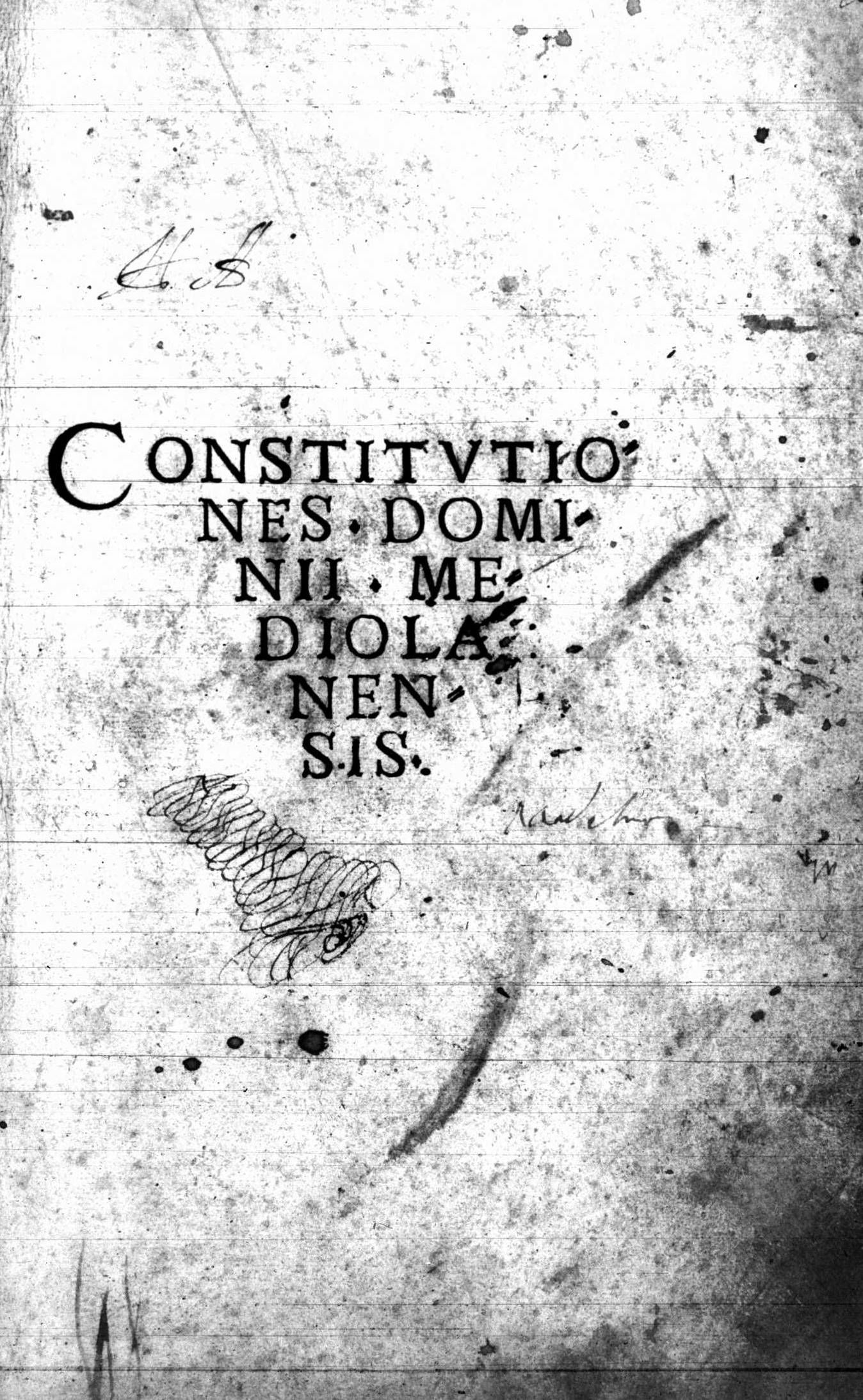
Constitutiones dominii Mediolanensis, 1541

Egidio Bossi, latinizzato come Egidius Bossius (Milano, 1488 – 1546), è stato un giurista italiano.

## Biografia
Esponente di famiglia patrizia milanese, primo feudatario della Val Bossa, fu penalista pratico, ricoprendo varie cariche pubbliche nel Ducato di Milano, tra cui quella molto importante di membro del Senato di Milano, uno dei più importanti tribunali supremi italiani dell'epoca. Con la sua opera contribuì ad affermare la forza della giurisdizione del Senato milanese, che si riteneva investito della possibilità di giudicare "tamquam Deus", allo stesso modo di Dio.
Fu incaricato dall'ultimo duca di Milano, Francesco II Sforza, di raccogliere decreti ed editti milanesi nelle Constitutiones dominii Mediolanensis, meglio note semplicemente come Novae Constitutiones, che furono promulgate nel 1541 dall'imperatore Carlo V.
La sua opera fu raccolta sistematicamente nel Tractatus varii qui omnem fere criminalem materiam complectuntur, pubblicato postumo nel 1562, in cui esaminò compiutamente il tema della tortura:
- De iudiciis et considerationibus ante torturam
- De tortura
- De confessis per torturam ac effectu torturae
- De tortura testium
- De tortura accusatoris[4]
- De iudiciis et considerationibus ante torturam.

Nei Tractatus varii, talora denominati anche Practica criminalis, Bossi mette a frutto la vasta esperienza maturata raccogliendo in centodiciassette titoli le questioni più controverse e rilevanti della materia penale, dando un contributo importante allo sviluppo della criminalistica.
La città di Milano gli ha dedicato una piazzetta in centro.